# Vistorps församling
Vistorps församling var en församling i Skara stift och i Falköpings kommun. Församlingen uppgick 2002 i Yllestads församling.

## Administrativ historik
Församlingen har medeltida ursprung.
Församlingen var till 1998 annexförsamling i pastoratet Yllestad, Näs och Vistorp som även från 1 maj 1927 omfattade Vartofta-Åsaka församling och Kälvene församling. Församlingen ingick från 1998 till 2002 i Falköpings pastorat och församlingen uppgick 2002 i Yllestads församling.

## Kyrkor
- Vistorps kyrka